# Port lotniczy Agra
Port lotniczy Agra (IATA: AGR, ICAO: VIAG) – port lotniczy i baza wojskowa w Agrze, w stanie Uttar Pradesh, w Indiach.

## Linie lotnicze i połączenia
| Linia Lotnicza  | Kierunek                                          |
| --------------- | ------------------------------------------------- |
| IndiGo Airlines | 1. Ahmadabad 2. Bengaluru 3. Hajdarabad 4. Mumbaj |